# The Magician
The Magician er en amerikansk stumfilm fra 1900 af Edwin S. Porter.